# Yankees de Staten Island

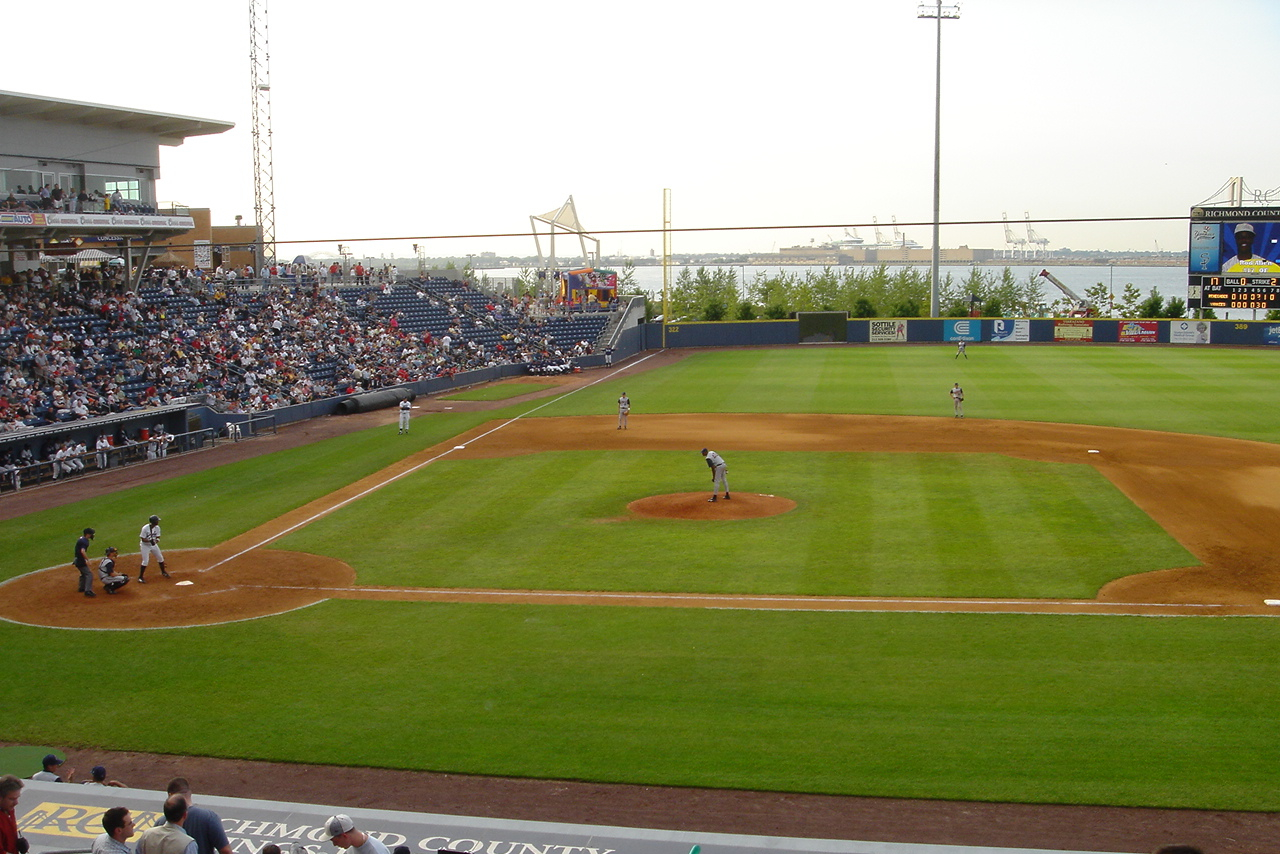
Le Richmond County Bank Ballpark, stade des Yankees de Staten Island.

Les Yankees de Staten Island (Staten Island Yankees en anglais) étaient une équipe professionnelle de baseball mineur, de niveau « A - saison courte », basée à Staten Island, arrondissement de la ville de New York, dans l'État de New York, aux États-Unis. Fondés en 1999, les Yankees faisaient partie de la Ligue New York - Penn, au sein de la division McNamara, et étaient affiliés aux Yankees de New York dont ils constituaient l'un des clubs-écoles. Ils portaient le surnom de Baby Bombers du fait de leur affiliation aux « Bombers », nom alternatif des Yankees de New York.
Les Yankees de Staten Island jouaient leurs matches à domicile au Richmond County Bank Ballpark, situé dans le quartier de St. George. Leur fondation est le conséquence d'un projet du maire de New York Rudolph Giuliani de ramener deux clubs de baseball de ligues mineures dans la ville de New York.
Les Yankees ont remporté à six reprises le titre de la Ligue New York - Penn, et ont été à sept reprises champions de division.
En 2020, le club annonce sa dissolution, de pair avec celle de la ligue. Celle-ci devient officielle en février 2021. 